# Gran Turismo Sport
Gran Turismo Sport (グランツーリスモSPORT, Guran Tsūrisumo Supōtsu) é um jogo eletrônico simulador de corrida desenvolvido pela Polyphony Digital e publicado pela Sony Interactive Entertainment. É o sétimo título principal da série Gran Turismo e foi lançado exclusivamente para PlayStation 4 em outubro de 2017.
O jogo possui dois modos de jogo, esportivo e arcade, 279 carros, incluindo pela primeira vez na série carros da Porsche.
Possui 27 configurações de pistas em 18 localidades, dentre os circuitos reais incluem Interlagos, Monza, Autopolis, Brands Hatch, Barcelona-Catalunha, Circuito de la Sarthe, Fuji, Goodwood, Mount Panorama, Nurburgring, Red Bull Ring, Suzuka, Tsukuba e Willow Springs.